# 耶路撒冷三千年
《耶路撒冷三千年》（英語：Jerusalem: The Biography）是英國歷史學家兼作家賽門·蒙提費歐里所著的非虛構歷史書籍，於2011年1月27日出版。此書是2011年的暢銷書之一。《耶路撒冷三千年》的正體中文譯本由究竟出版社發行於2013年3月28日，黃煜文翻譯。簡體中文版於2015年1月由民主與建設出版社發行，張倩紅、馬丹靜合譯。

## 內容概述
作者在此書中不僅結合自己蒐集的資料和畢生所學，還借鑑了最新的學術研究成果，勾勒出耶路撒冷神聖與神祕的特性，它的本質和歷史。許多人相信耶路撒冷就是迎接末世天啟之地。蒙提費歐里以編年體來安排此書的寫作，從大衛王首次將耶路撒冷設立為王國都城開始講述，直到1967年的第三次中東戰爭，並附有一篇記載近期事件的後記。作者在此書引言中寫道：「只有以編年體敘事法來寫作，才能避免以當代的眼光去看待過往。」

## 衍生作品
蒙提費歐里作為主持人出演了一套基於此書改編的3集紀錄片《耶路撒冷：聖城的誕生》，這套紀錄片於2011年12月8日在英國廣播公司第四台首播。

## 評價
2017年「世界閱讀日」，中華民國蔡英文總統於臉書推薦此書。